# Bernd Beckhusen
Bernd Beckhusen (* 31. Oktober 1940 in Berlin) ist ein deutscher Motorbootsportler.

## Leben
Der gelernte Kfz-Schlosser leitete bis zur Pensionierung einen Kfz-Betrieb; seit seiner Pensionierung lebt er in der Dominikanischen Republik und managt die Motorsport-Karriere seines Sohnes Mike.
Beckhusen begann als Motorradfahrer beim MC Strausberg im Motocross-Sport, den er wettkampfmäßig von 1958 bis 1964 betrieb. Als sich beim Motorbootclub MC Post Berlin ein Fahrer verletzte, stieg Beckhusen in den Bootsport ein. Bereits 1967 war er international erfolgreich. Ab 1972 durfte er, wie allen anderen Motorbootrennfahrer, nicht mehr zu internationalen Titelveranstaltungen fahren, da der Motorbootsport nicht zu den in der DDR staatlich geförderten Sportarten gehörte. In dieser Zeit errang er vierundzwanzig DDR-Meistertitel, so viele nationale Titel wie weder ein Rennbootfahrer noch ein anderer Motorsporttler bis jetzt erreicht hat. 1982 erhielt Beckhusen den DDR-Ehrentitel „Verdienter Meister des Sports“. Nach der Wende erreichte er weitere Medaillenplätze bei Welt- und Europameisterschaften. Da er durch verschärfte Umweltschutzauflagen in und um Berlin kaum noch trainieren konnte und wegen Querelen und Unstimmigkeiten mit dem nach der Vereinigung deutschlandweit zuständigen Deutschen Motoryachtenverband startete er in seinen letzten beiden aktiven Jahren unter österreichischer Lizenz für den oberösterreichischen RSC Regau.
Nach der Saison 1994 beendete Beckhusen seine aktive Laufbahn.

## Sportliche Erfolge
Beckhusen startete praktisch in allen Rennbootklassen, angefangen mit der kleinen OJ (Außenbordern bis 175 cm³) über OA (bis 250 cm³) und OB (bis 350 cm³) immer in einem Dreipunkter, später in der Formel 500 und der 700 cm³-Klasse in einem Katamaran.
- 1969 Vizeeuropameister Klasse OJ in Nora (Schweden)[3]
- 1969 Weltmeister Klasse OA in Roudnice (Tschechien)[4]
- 1969 DDR-Meister Klasse OA[5]
- 1970 Vizeweltmeister Klasse OA in Cajarc (Frankreich)[6]
- 1970 DDR-Meister Klasse OA[7]
- 1971 DDR-Meister Klasse OB[8]
- 1972 DDR-Meister Klassen OA und OB[9]
- 1973 DDR-Meister Klasse OA[10]
- 1975 DDR-Meister Klasse OA[11]
- 1977 DDR-Meister Klassen OA und OB[12]
- 1979 DDR-Meister Klasse OA[13]
- 1980 DDR-Meister Klassen OA und OB[14]
- 1981 DDR-Meister Klassen OA und OB[15]
- 1982 DDR-Meister Klasse OA[16]
- 1983 DDR-Meister Klassen OA und OB
- 1984 DDR-Meister Klasse OA[17]
- 1985 DDR-Meister Klasse OB[18]
- 1986 DDR-Meister Klassen OA und OB[19]
- 1987 DDR-Meister Klassen O:250 und O:350[20]
- 1988 DDR-Meister Klasse O:250[21]
- 1990 Vizeweltmeister Klasse O:250 in Nora (Schweden)
- 1992 Vizeweltmeister Klasse O:700 in Lauffen am Neckar
- 1992 Vizeeuropameister Klasse O:700 in Jedovnice (Tschechien)
- 1993 Vizeeuropameister Klasse O:700 in Brandenburg an der Havel

## Auszeichnungen
- 1977 Alfred Buysse Trophy (für die meisten innerhalb eines Jahres in der Klasse OB weltweit gesammelten Rennpunkte)[22]